# Línea 45 (EMT Madrid)
La línea 45 de la EMT de Madrid une la Plaza de Legazpi con la Avenida de Reina Victoria (distrito de Moncloa-Aravaca).

## Características
La línea comunica estas dos plazas atravesando buena parte del eje Prado-Recoletos-Castellana y el barrio de Ríos Rosas (Chamberí).
El 26 de mayo de 2014, cambia el nombre de la cabecera de Presidente García Moreno por "Reina Victoria".

### Frecuencias
| Lunes a viernes laborables |               |
| De 6:00 a 8:00             | 7-14 minutos  |
| De 8:00 a 19:00            | 7-9 minutos   |
| De 19:00 a 23:00           | 8-17 minutos  |
| Sábados laborables         |               |
| De 6:00 a 10:00            | 13-22 minutos |
| De 10:00 a 21:00           | 11-15 minutos |
| De 21:00 a 23:00           | 12-18 minutos |
| Domingos y festivos        |               |
| De 7:00 a 10:00            | 17-35 minutos |
| De 10:00 a 21:00           | 15-20 minutos |
| De 21:00 a 23:00           | 16-25 minutos |

## Recorrido y paradas

### Sentido Avenida de la Reina Victoria
La línea inicia su recorrido en la plaza de Legazpi, en las dársenas situadas entre las salidas de la calle Bolívar y el paseo de las Delicias. Desde aquí sale por el paseo de las Delicias subiendo por el mismo hasta la plaza del Emperador Carlos V, donde toma el Paseo del Prado, que recorre entero hasta la Plaza de Cibeles así como el Paseo de Recoletos hasta la plaza de Colón.
A continuación recorre en paseo de la Castellana hasta la plaza de San Juan de la Cruz, donde gira a la izquierda para subir por la calle Ríos Rosas hasta la intersección con la calle de Santa Engracia, por la que circula hasta alcanzar la glorieta de Cuatro Caminos.
En la glorieta toma la salida de la avenida de la Reina Victoria, que recorre hasta el final de la misma, en la glorieta del Presidente García Moreno, donde tiene su cabecera.
| Código | Parada                             | Común con                 | Conexiones con Metro y Cercanías      | Otros |
| ------ | ---------------------------------- | ------------------------- | ------------------------------------- | ----- |
| 5128   | LEGAZPI (Pza. Legazpi, 3)          | 8                         | Legazpi                               |       |
| 1182   | Beata                              | 8 19 47 59 85 86 247      |                                       |       |
| 5036   | Delicias-Cáceres                   | 8 19 47 59 85 86 247      |                                       |       |
| 1183   | Estación de Delicias               | 19 47 59 85 86 247        | Delicias (Metro) Delicias (Cercanías) |       |
| 1184   | Metro Palos de la Frontera         | 6 19 47 55 59 85 86 247   | Palos de la Frontera                  |       |
| 89     | Delicias-Atocha                    | 6 19                      | Atocha                                |       |
| 82     | Prado-Atocha                       | 10 14 27 34 37 001 C03 E1 | Estación del Arte                     |       |
| 5511   | Museo del Prado-Jardín Botánico    | 10 14 27 34 37 001 C03    |                                       |       |
| 78     | Neptuno                            | 10 14 27 34 37 001 C03    |                                       |       |
| 5443   | Cibeles-Ayuntamiento               | 14 27 37 C03              | Banco de España                       |       |
| 72     | Cibeles-Casa de América            | 5 14 27 37 53 150 C03     | Banco de España                       |       |
| 65     | BIblioteca Nacional                | 5 14 27 53 150 C03        | Recoletos                             |       |
| 66     | Colón                              | 5 14 27 150 C03           | Colón                                 |       |
| 62     | Castellana-Ministerio Interior     | 5 14 27 150               |                                       |       |
| 60     | Castellana-Rubén Darío             | 5 14 27 150               | Rubén Darío                           |       |
| 5333   | Emilio Castelar                    | 14 27 150                 |                                       |       |
| 794    | Gregorio Marañón                   | 12                        | Gregorio Marañón                      |       |
| 795    | Museo Ciencias Naturales           | 12                        |                                       |       |
| 796    | San Juan de la Cruz                | 12                        |                                       |       |
| 797    | Ríos Rosas-Alonso Cano             | 12                        |                                       |       |
| 798    | Metro Ríos Rosas                   | 12                        | Ríos Rosas                            |       |
| 1399   | Santa Engracia-María de Guzmán     | 3 37 149                  |                                       |       |
| 1420   | Cuatro Caminos                     | 3 37 149                  | Cuatro Caminos                        |       |
| 1418   | Cruz Roja                          | 127 C2 F                  |                                       |       |
| 1416   | Ibáñez Ibero                       | C2 F                      | Guzmán el Bueno                       |       |
| 5500   | REINA VICTORIA (Av. La Moncloa, 1) |                           |                                       |       |

### Sentido Plaza de Legazpi
El recorrido de la línea hacia la Plaza de Legazpi partiendo de la Glorieta del Presidente García Moreno es igual a la ida pero en sentido contrario exceptuando dos tramos:
- Entre la Glorieta de Cuatro Caminos y la Plaza de San Juan de la Cruz, la línea circula por las calles de Bravo Murillo, Cristóbal Bordiú y Agustín de Bethancourt en vez de por Ríos Rosas y Santa Engracia.
- Entre la Plaza del Emperador Carlos V y la Plaza de la Beata María Ana de Jesús, la línea circula por el Paseo de Santa María de la Cabeza y las calles Batalla del Salado y Embajadores en vez de por el Paseo de las Delicias.

| Código | Parada                                | Común con                  | Conexiones con Metro y Cercanías | Otros |
| ------ | ------------------------------------- | -------------------------- | -------------------------------- | ----- |
| 5050   | REINA VICTORIA (Av. La Moncloa, 1)    |                            |                                  |       |
| 1414   | Guzmán El Bueno                       |                            | Guzmán el Bueno                  |       |
| 1415   | Ibáñez Ibero                          | C1 F                       |                                  |       |
| 1417   | Cruz Roja                             | 127 C1 F                   |                                  |       |
| 4284   | Cuatro Caminos                        | 127 F                      | Cuatro Caminos                   |       |
| 1419   | Cuatro Caminos (C/ Bravo Murillo, 91) | 3 149                      |                                  |       |
| 1421   | Cristóbal Bordiú-Santa Engracia       |                            |                                  |       |
| 1422   | Alenza                                |                            | Ríos Rosas                       |       |
| 1423   | Cristóbal Bordiú-Alonso Cano          |                            |                                  |       |
| 1424   | San Juan de la Cruz                   |                            |                                  |       |
| 5447   | Museo Ciencias Naturales              |                            |                                  |       |
| 4337   | Gregorio Marañón                      | 14 27 150                  | Gregorio Marañón                 |       |
| 57     | Emilio Castelar                       | 5 14 27 150                |                                  |       |
| 59     | Castellana-Rubén Darío                | 5 14 27 150                | Rubén Darío                      |       |
| 61     | Castellana-Ministerio del Interior    | 5 14 27 150                |                                  |       |
| 63     | Colón                                 | 5 14 27 150                | Colón                            |       |
| 5626   | Biblioteca Nacional                   | 5 14 27 53 150             |                                  |       |
| 68     | Recoletos                             | 5 14 27 37 53 150 C03      | Recoletos                        |       |
| 73     | Cibeles                               | 5 14 27 37 150 C03         | Banco de España                  |       |
| 76     | Banco de España                       | 14 27 37 001 C03           | Banco de España                  |       |
| 77     | Neptuno                               | 10 14 27 34 37 001 C03     |                                  |       |
| 79     | Museo del Prado-Jardín Botánico       | 10 14 27 34 37 001 C03     |                                  |       |
| 81     | Prado-Atocha                          | 10 14 27 34 37 001 C03 E1  | Estación del Arte                |       |
| 4839   | Batalla del Salado-Delicias           | 19 55 86                   |                                  |       |
| 1976   | Centro Dotacional Arganzuela          | 19 47 86 247               | Palos de la Frontera             |       |
| 1186   | Ferrocarril                           | 8 19 47 86 247             |                                  |       |
| 1187   | Batalla del Salado-Embajadores        | 8 19 47 86 247             |                                  |       |
| 1188   | Beata                                 | 8 19 47 59 85 86 247       |                                  |       |
| 1170   | Legazpi                               | 8 19 47 59 62 76 85 86 247 |                                  |       |
| 5128   | LEGAZPI (Pza. Legazpi, 3)             | 8                          | Legazpi                          |       |

## Galería de imágenes

Mapa zonal de la estación de metro de Ríos Rosas con los recorridos de las líneas de autobuses, entre las que aparece el 45.
Mapa zonal de la estación de metro de Guzmán el Bueno con los recorridos de las líneas de autobuses, entre las que aparece el 45.